# فيودور تشالوف
فيودور تشالوف (بالروسية: Фёдор Николаевич Чалов)‏ (مواليد 10 أبريل 1998 في موسكو) هو لاعب كرة قدم روسي يلعب لنادي سيسكا موسكو في الدوري الروسي الممتاز.

## روابط خارجية
- فيودور تشالوف على موقع الاتحاد الأوربي (الإنجليزية)
- فيودور تشالوف على موقع قاعدة بيانات كرة القدم.إي يو (الإنجليزية)
- فيودور تشالوف على موقع ناشيونال فوتبول تيمز (الإنجليزية)
- فيودور تشالوف على موقع Soccerway.com (الإنجليزية)
- فيودور تشالوف على موقع AS.com (الإسبانية)